# Rhinocypha spinifer
Rhinocypha spinifer – gatunek ważki z rodziny Chlorocyphidae.